# Finlandización

Bandera de Finlandia.

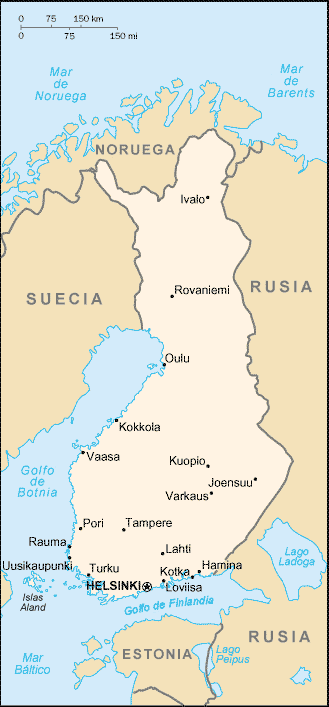
Mapa de Finlandia.

El término finlandización (en alemán, Finnlandisierung; en inglés Finlandization; en finés suomettuminen; en sueco finlandisering) fue acuñado por los medios de comunicación occidentales durante la guerra fría para describir la política de neutralidad exterior ejercida por Finlandia. 
En opinión de dichos medios y los ámbitos de la política internacional que propagaban este término, ese país nórdico, aun estando situado al oeste de la cortina de hierro, evitaba tomar postura en los asuntos que pudieran irritar a la Unión Soviética, lo cual, en la práctica, tuvo como consecuencia la reducción de la soberanía política del país. Según esta interpretación, Finlandia (y en menor medida Austria) pertenecía, en muchos casos, al ámbito de la influencia soviética, a pesar de conservar su sistema de democracia occidental y no mantener estacionadas en su suelo a fuerzas soviéticas como los países al este de la cortina de hierro.
Los primeros en emplear este término fueron los políticos alemanes que tenían miedo de que el desequilibrio de las fuerzas a favor del Pacto de Varsovia permitiera a la Unión Soviética ejercer tutela sobre la República Federal de Alemania al estilo finlandés. El concepto fue recuperado por la OTAN, para justificar una mayor presencia militar estadounidense en Alemania y el despliegue de los misiles Pershing en este país.

## Doctrina de Paasikivi-Kekkonen
En Finlandia, esta política exterior se conocía por el nombre de doctrina de Paasikivi-Kekkonen, bautizada según dos presidentes de la postguerra (Juho Paasikivi y Urho Kekkonen), cuya piedra angular era, en palabras del presidente Paasikivi, tener en cuenta la "especial situación geopolítica del país", dotado de casi 700 kilómetros de frontera común con la URSS, país que controlaba además la orilla sur del Golfo de Finlandia. Según esta visión, Finlandia debía abstenerse de irritar a la Unión Soviética, porque ésta era una simple actitud de "realismo político" (o Realpolitik) para Finlandia, quien después de haberse enfrentado durante la primera mitad del siglo XX en tres guerras con su poderoso vecino del este, había logrado evitar la ocupación soviética y conservar su independencia.
Tanto Paasikivi como Kekkonen consideraban que la realpolitik finlandesa exigía mantener las mejores relaciones posibles con la Unión Soviética para así evitar un conflicto armado muy desigual donde Finlandia (con 4 millones de habitantes hacia 1950) podría convertirse en satélite de la Unión Soviética o ser anexada por ésta (la URSS contaba con más de 170 millones de habitantes en esos mismos años). 
Las dificultades finlandesas aumentaban en tanto tras la Segunda Guerra Mundial la URSS era una superpotencia mundial con un régimen político y económico comunista, totalmente opuesto a la democracia parlamentaria que Finlandia practicaba desde su independencia en 1917. El desafío del gobierno de Helsinki sería entonces preservar la soberanía finlandesa y su régimen político interno frente a un vecino mucho más poderoso y potencialmente hostil.

## Tratado fino-soviético de 1948

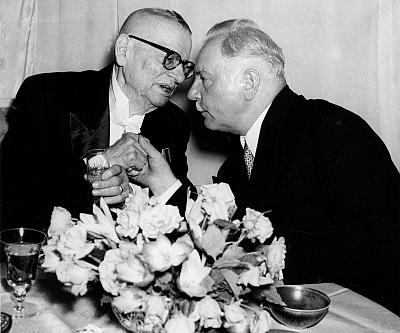
Paasikivi y Kliment Voroshílov (1955)

La "doctrina de Paasikivi-Kekkonen" se plasmó, principalmente, en el Tratado de asistencia, cooperación y ayuda mutua, el cual se firmó en Moscú el 6 de abril de 1948 entre Finlandia y la Unión Soviética, y fue derogado en enero de 1992. La interpretación de las cláusulas de este tratado en algunos ámbitos del mundo occidental hizo que se considerara que Finlandia estuviese ligada al sistema militar de defensa de la Unión Soviética. En paralelo, Finlandia no se adhería al Plan Marshall y mantenía frías relaciones con la OTAN.
No obstante, en materia de defensa, las obligaciones de Finlandia se limitaban a la defensa de su propio territorio nacional aunque, en el caso de que fuera necesario y "previa consulta entre las partes contratantes", Finlandia podría aceptar la colaboración militar con la Unión Soviética. Cabe observar, además, que las cláusulas contractuales reconocían la independencia de Finlandia, quien como país soberano tenía la obligación de defender su territorio contra ataques exteriores. En el caso de que se recurriese a la asistencia mutua con la Unión Soviética, debían cumplirse ciertos requisitos, es decir, era preciso que exista una amenaza concreta seguida de negociaciones entre las partes contratantes, o sea que el apoyo bélico entre ambos países no sería automático. En el artículo primero se mencionaba, concretamente, el riesgo de un ataque contra el territorio finlandés, o al territorio soviético a través de Finlandia, ejecutado por parte de Alemania Occidental o sus aliados.
La cláusula de asistencia, sin embargo, nunca fue puesta en práctica. Una vez, en octubre de 1961, la Unión Soviética, aparentemente preocupada por la tensa situación internacional causada por la Crisis de los Misiles, propuso desarrollar consultas políticas con Finlandia para activar una alianza militar, pero las tensiones fueron disipadas en las negociaciones entre el presidente finlandés Urho Kekkonen y el mandatario soviético Nikita Jrushchov, declarando luego Kekkonen que "no era necesario" activar alianza militar alguna.

## Interpretaciones y críticas
En Finlandia, por su parte, el término ha sido muy controvertido y no hay unanimidad sobre el grado de "finlandización" del país durante la guerra fría, es decir, si se trataba solamente de una política realista cuya finalidad era salvaguardar la independencia y el bienestar del país o, en cambio, si se trataba de una actitud "servil" por parte de los dirigentes políticos finlandeses para favorecer los intereses de la Unión Soviética. Según la primera postura, el uso de este término con sentido negativo se ha visto, por parte de muchos finlandeses, como resultado de una extendida incomprensión en el resto del mundo sobre la historia y la difícil situación geopolítica de su país y, según la postura opuesta, hay voces de crítica que acusan a la clase dirigente de aquel entonces de haber postergado intereses nacionales de Finlandia sólo para "no incomodar" a la Unión Soviética, y de haber dado la espalda a Europa Occidental en demasiadas ocasiones.
Según la doctrina oficial de la política exterior de Finlandia durante la guerra fría, Finlandia se denominaba como un país que ejercía una política de neutralidad respecto a los bloques llamados capitalista y comunista. Cabe señalar, a este respecto, que durante toda la guerra fría los ciudadanos finlandeses no sufrieron restricción alguna de derechos políticos, podían viajar libremente dentro de su país y hacia el extranjero, disfrutaban de todas las libertades políticas y sociales de una democracia (entre ellas la libertad de opinión, de asociación, y la libertad religiosa), mientras que el sistema económico vigente en Finlandia era el capitalista, abierto además a todas las influencias culturales del resto del mundo, sin censura alguna. De hecho la democracia parlamentaria finlandesa siguió funcionando en un sistema con diferentes partidos políticos desde 1917, y Finlandia nunca se planteó adherirse al Pacto de Varsovia, al CAME o alguna otra alianza exterior patrocinada por la Unión Soviética. 
No obstante, hoy en día se considera que en algunos aspectos de la política interna, la "finlandización" (aunque en la propia Finlandia no se usaba este término), se manifestaba en forma de autocensura sobre todo por parte de los dirigentes políticos en cuanto a lo que decían y lo que callaban en sus opiniones y pareceres sobre la Unión Soviética, o sobre asuntos referidos a los aliados de la URSS en el Pacto de Varsovia. 
Esta "autocensura" se repetía cuando casi toda la prensa finlandesa evitaba comentarios negativos hacia la URSS y eludía tratar cuestiones ampliamente debatidas en Europa Occidental como la intervención armada de la URSS en Checoslovaquia para sofocar la Primavera de Praga, o las opiniones de disidentes soviéticos como Andréi Sájarov o Aleksandr Solzhenitsyn. Incluso autoridades finlandesas invocaban a evitar la "difusión de ideas antisoviéticas" en la literatura o el cine para "no poner en peligro las relaciones exteriores del país". Además, había políticos que en época electoral usaban la llamada carta de Moscú contra sus adversarios, es decir, acusaban a éstos de "poner en peligro" las buenas relaciones de amistad entre Finlandia y la Unión Soviética, lo cual significaba atentar contra los intereses nacionales finlandeses. Cuando en 1985 la política soviética empezó a liberalizarse con las doctrinas de la glásnost y perestroika lanzadas por Mijaíl Gorbachov, la "autocensura finlandesa" también se redujo.
Después de la guerra fría, el término finlandización parece haber seguido un desarrollo independiente de su origen etimológico y se aplica para describir una situación en que la soberanía política, según los sectores de crítica que usan el término, se ve reducida a causa de las presiones por parte de un poder exterior, sea otro país, entidad u organización.[cita requerida]